# Bragado partido
Bragado  egy partido (körzet) Argentínában a Buenos Aires tartományban. A fővárosa Bragado.

## Települések
Localidades
| - Bragado - General Eduardo O'Brien - Mechita - Comodoro Py - Warnes | - Irala - Olascoaga - Máximo Fernández - La Limpia - Asamblea |  |

## Népesség
| Népesség | 6.577 | 15.048   | 25.013  | 35.317  | 33.849 | 34.598 | 38.038 | 40.442 | 40.259 |
| Változás | -     | +128,79% | +66,22% | +41,19% | -4,15% | +2,21% | +9,94% | +6,31% | -0,45% |